# Nørrebrohallen
Nørrebrohallen, tidligere Nørrebro Remise, er en tidligere sporvognsremise mellem Nørrebrogade og Mimersgade, der nu benyttes som sportshaller og drives af Københavns Kommune. Hallen har adresse Bragesgade 5.
Den ældste del af bygningerne mod Bragesgade er fra 1896 og opført af tyske Siemens & Halske-Bahnabteilung som en toetages værkstedsbygning og vognhal for Nørrebros Elektriske Sporvei med Thorvald Sørensen som arkitekt. Bygningerne er udvidet flere gange derefter, blandt andet i 1900-1902 af arkitekt Vilhelm Friederichsen som remise for De kjøbenhavnske Sporveje. Københavns Kommune overtog sporvejsdriften i byen i 1911.
Den nuværende Nørrebrohal blev indrettet i den tidligere sporvognsremise i midten af 1970'erne efter nedlæggelsen af sporvognsdriften i København i 1972. Hallerne anvendes i dag til idrætsformål og som forsamlingshaller.